# Thalmayer-mauzóleum
A Thalmayer mauzóleum a budapesti Fiumei úti sírkert egyik nagy méretű síremléke.

## Története
A Fiumei úti sírkert 1849-ben nyílt meg. A temetkezési kultúra alakulásával fokozatosan elterjedt a díszes síremlékek állításának szokása. A temető négy sarkában pedig négy nagy mauzóleum épült fel: a Sebastiani-, a Saxlehner-, a Ganz-, és a Thalmayer-családok mauzóleuma. (A Saxlehetner-mauzóleumot az 1950-es években, a temető falának módosításakor az Új köztemetőbe telepítették át.)
A Thalmayer család mauzóleuma a temető főbejáratától legtávolabbi, délkeleti sarkában épült fel, közvetlenül a Salgótarjáni utcai zsidó temető fala és bejárata mellé. (Később itt épült fel a Lajta Béla által tervezett bejárati épület is.) Építési ideje nem ismert, valamikor a 19. század végén lehetett. 1893-ban már bizonyosan állt. Tervezője Kallina Mór (1844–1913) volt, aki több neves budapesti épületet (pl. Budai Vigadó, Budavári evangélikus templom) tervezett.
Archív felvételek szerint az épületen nagy méretű szobor (kerub?) állt, ez ma már nem található meg.
A mauzóleumot az 1920-as években csontfülkévé (ossariummá) alakították át. A Fővárosi Hírlap 1925-ös 45. száma röviden említést tesz ennek költségeiről:
„A Kerepesi temetőben levő Thalmayer-féle birtokbavett mauzóleum tatarozásánál a kőművesmunkát Bédi Aurél kapta 9 millió 820.000 K[oroná]-ért, az ácsmunkát Ranyák József kapta 20 millió 952.000 K-ért, a bádogosmunkát Ruffián István kapta 25 millió 855.000 K-ért.”
Az átalakítás során, 1926-ban 700 csontfülkét készítettek el benne.
A feliratokból megállapítható, hogy az 1950-es években kolumbáriumként (urnatemető) is használták egy ideig, de több urnahely máig üres.
A 42/2013. (VIII. 9.) BM rendelet egyes ingatlanok műemlékké nyilvánításáról, illetve egyes ingatlanok műemléki védettségének megszüntetéséről műemléki védelem alá helyezte (több más sírral együtt) a mauzóleumot is (J.449/454).
Az épület évtizedek óta használaton kívül áll, a növényzet részben benőtte. Jelenleg (2024) életveszélyes állapota miatt a látogatóktól el van zárva.

## Az épület
Az eklektikus stílusban épült mauzóleum egy középső, kupolás részből, és két oldalán egy-egy kisebb szárnyból áll. A középső rész felső négy sarkán pálmamintás díszítés látható (akrotéria), elől kovácsoltvas-díszes rács zárja le. A két oldalsó szárnynak nincs díszrácsa. Az épület előtt modern elválasztó rácsot helyeztek el.

## Képtár

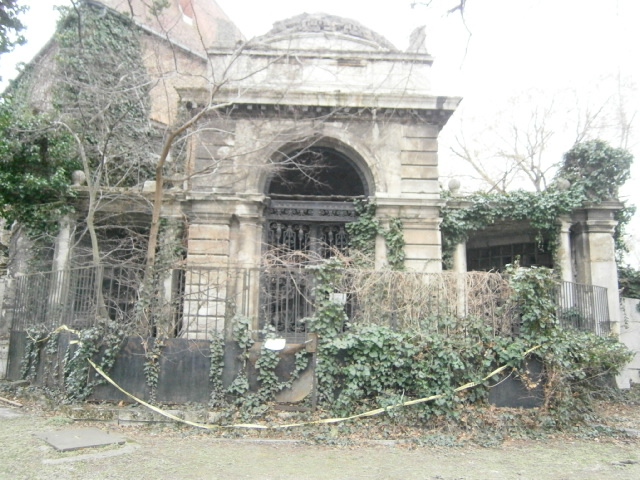
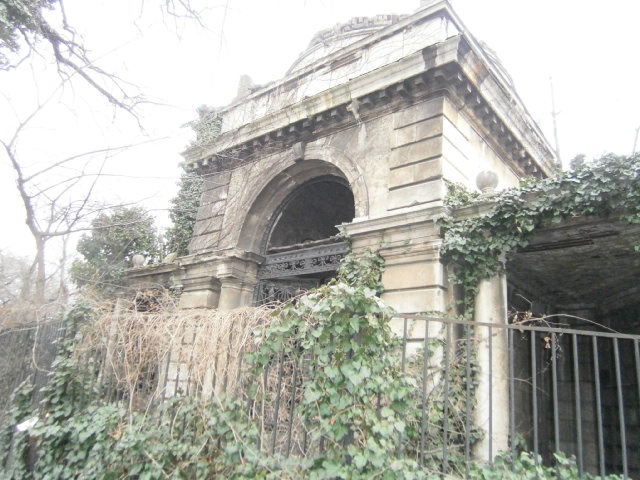
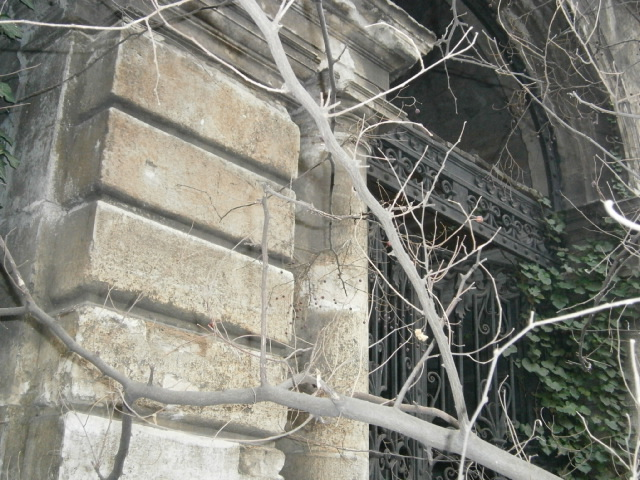
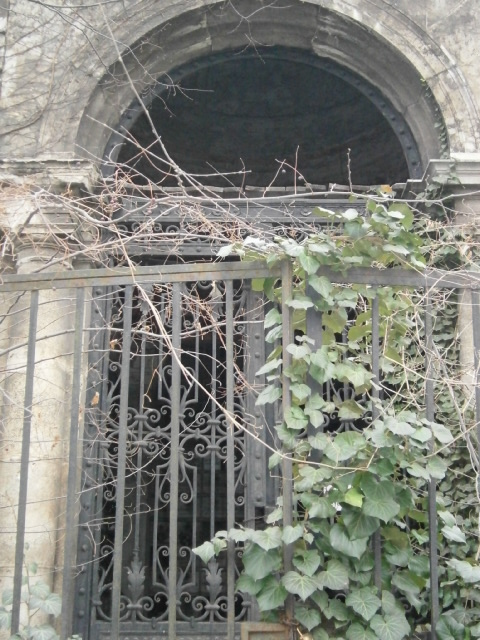
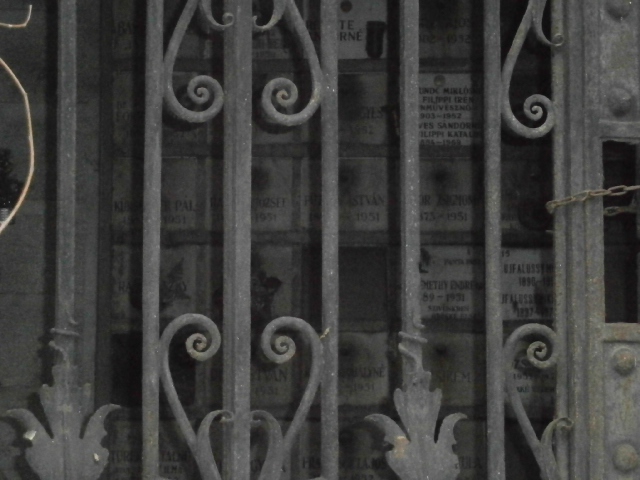
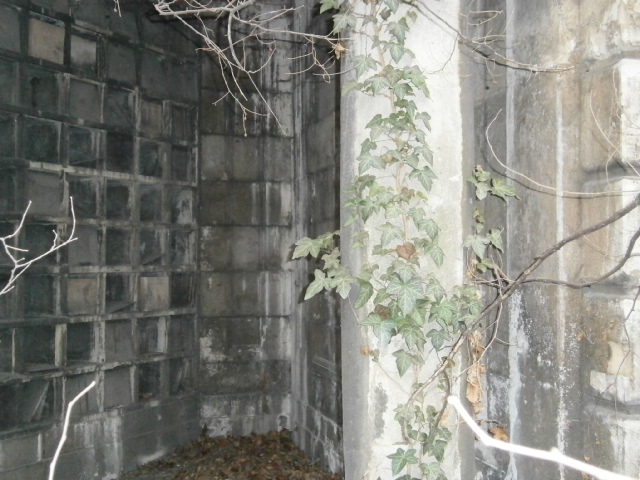
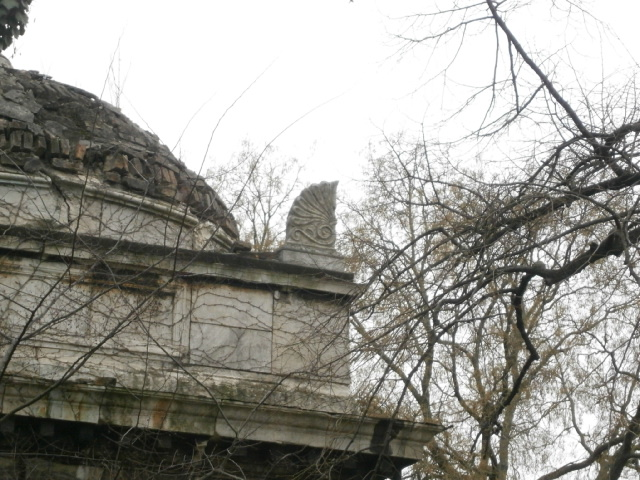
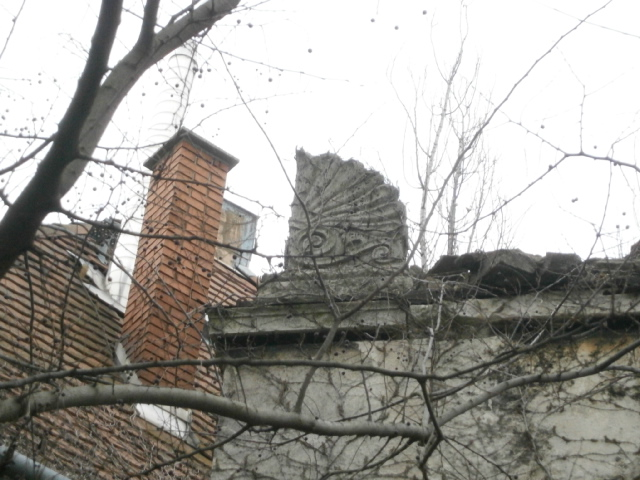

## Egyéb hivatkozások
- Vizler Imre fényképei. fszek.hu. (Hozzáférés: 2022. január 12.)